# Николаи, Виллем
Виллем Фредерик Герард Николаи (нидерл. Willem Frederik Gerard Nicolai; 20 ноября 1829, Лейден — 25 апреля 1896, Гаага) — нидерландский органист, дирижёр, музыкальный педагог и композитор.
Рано лишившись родителей, воспитывался в церковном приюте, осваивая ремесло переплётчика, однако затем его любовь к музыке была замечена наставниками. С 1849 г. изучал орган, фортепиано и композицию в Лейпцигской консерватории под руководством Юлиуса Рица, Игнаца Мошелеса и Карла Фердинанда Беккера, затем совершенствовал мастерство органиста в Дрездене под руководством Иоганна Готлоба Шнайдера-младшего.
Вернулся в Нидерланды в 1852 году, годом позже начал преподавать орган и теорию музыки в Гаагской консерватории, а с 1865 г. и до конца жизни был её директором; в начале 1860-х гг. преподавал также и в Роттердаме, где у него учился Виллем де Хаан. С 1871 г. руководил музыкальным журналом Caecilia. Автор симфонии и трёх увертюр для оркестра, в стилистическом отношении следующих традиции Феликса Мендельсона, сонаты для виолончели и фортепиано, оратории «Бонифаций» (1873), кантат «Песнь о колоколе» (на стихи Шиллера) и «Шведский соловей» (нидерл. De Zweedsche nachtegaal; 1880, посвящена Дженни Линд), других хоровых сочинений, песен. Также был автором музыки гимна Оранжевой республики.
Имя Николаи носит улица (нидерл. Nicolaistraat) в Гааге.